# National League A
De National League A is de hoogste divisie van ijshockey in Zwitserland. De competitie staat bekend als één van de betere competities in Europa.
De competitie kent grote populariteit in het land en wordt door veel mensen gevolgd. De 4 beste teams kwalificeren zich voor de Champions Hockey League. De National League A heeft de grootse opkomst van alle competities in Europa; rond de 7000 per wedstrijd. SC Bern (Schlittschuh Club Bern) heeft zelfs een gemiddelde aanwezigheid van 15000 mensen.
Tijdens de lockout van de National Hockey League gedurende het seizoen van 2012-2013 speelden een aantal spelers uit de NHL tijdelijk in Zwitserland. Eén van deze spelers was Patrick Kane.